# John Flack
Pour les articles homonymes, voir Flack.
John Flack, né le 3 janvier 1957 à Romford, est un homme politique britannique. Membre du Parti conservateur, il est député européen de 2017 à 2019.

## Biographie

### Études et carrière professionnelle
En 1975, John Flack entre à l'université de Reading pour obtenir un bachelor en gestion de patrimoine. Il abrège ses études deux ans plus tard, en 1977, pour « raisons familiales ».
Il est depuis 1983 le dirigeant d'une entreprise, EALP Ltd, réalisant de l’investissement dans l'immobilier au Royaume-Uni et dans le reste de l'Europe.

### Parcours politique
Membre du Parti conservateur depuis 1974, il devient député européen en juin 2017, remplaçant Vicky Ford.